# HD 154368
HD 154368，又名CD-3511306，SAO 208410、HR 6347，是一颗恒星，视星等为6.13，位于銀經349.97，銀緯3.22，其B1900.0坐标为赤經16h 59m 48.9s，赤緯-35° 3.22′ 51″。